# قسم برخوار الشرقي الريفي (مقاطعة برخوار)
قسم برخوار الشرقي الريفي (بالفارسية: دهستان برخوار شرقی) هي منطقة سكنية تقع في إيران في Habibabad District. يقدر عدد سكانها بـ 3,429 نسمة .